# Formación Roraima

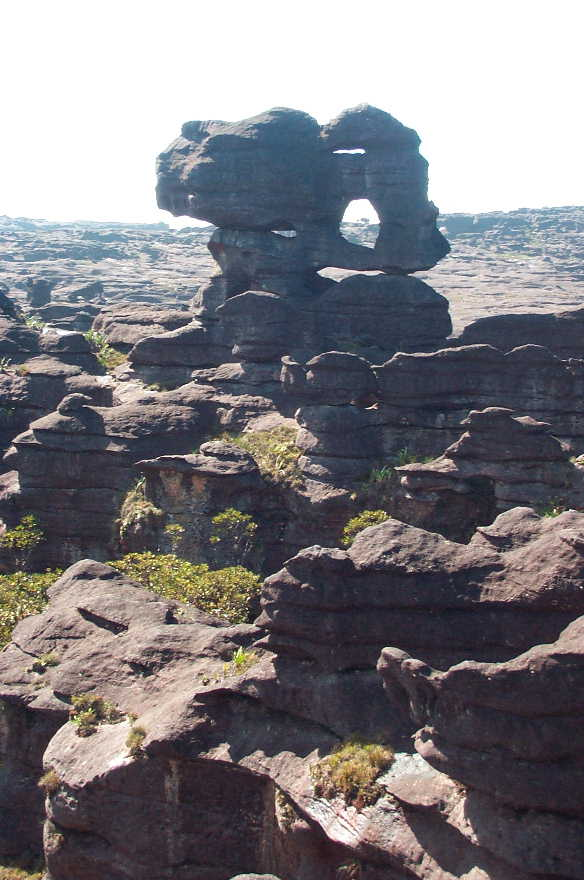
La meseta superior del Roraima-tepuy, mostrando los efectos de la meteorización y erosión en los estratos casi horizontales de arenisca de la Formación Roraima.

Se denomina formación Roraima a una formación geológica constituida principalmente por estratos de arenisca dispuestos casi horizontalmente y que forman extensas mesetas considerablemente elevadas en la Guayana venezolana, y que se extienden también por los países vecinos (Guyana, Brasil, Surinam y la Guayana Francesa).
Toma su nombre del Roraima, el tepuy o meseta de mayor elevación, que se encuentra ubicado en Venezuela y que limita con el disputado Territorio Esequibo y Brasil.
No existe un consenso sobre la edad de la formación Roraima ya que no se han hallado fósiles que permitan datarla. Algunos geólogos consideran que es precámbrica, aunque las hipótesis más aceptadas consideran que se depositó durante el Mesozoico, probablemente en el Cretácico.